# Atletism la Jocurile Olimpice de vară din 2016 - 4x100 m (feminin)
Proba de ștafetă 4x100 de metri feminin de la Jocurile Olimpice de vară din 2016 a avut loc în perioada 18-19 august pe Stadionul Olimpic.

## Recorduri
Înaintea acestei competiții, recordurile mondiale și olimpice erau următoarele:
| Record  | Atlet                                                                                      | Timp  | Loc                    | Data           |
| ------- | ------------------------------------------------------------------------------------------ | ----- | ---------------------- | -------------- |
| Mondial | Statele Unite ale Americii (Tianna Madison, Allyson Felix, Bianca Knight, Carmelita Jeter) | 40.82 | Londra, Marea Britanie | 10 august 2012 |
| Olimpic | Statele Unite ale Americii (Tianna Madison, Allyson Felix, Bianca Knight, Carmelita Jeter) | 40.82 | Londra, Marea Britanie | 10 august 2012 |

## Program
Orele sunt ora Braziliei (UTC-3) 
| Data                   | Timp  | Etapă   |
| ---------------------- | ----- | ------- |
| Joi, 18 august 2016    | 11:20 | Etapa 1 |
| Vineri, 19 august 2016 | 22:15 | Finala  |

## Rezultate

### Runda 1
Reguli de calificare: primele trei echipe din fiecare serie (C) și următoarele 2 echipe cu cel mai bun timp (c) se califică în finală.

#### Seria 1
| Loc | Culoar | Țară           | Atlete                                                                          | Timp  | Note      |
| --- | ------ | -------------- | ------------------------------------------------------------------------------- | ----- | --------- |
| 1   | 5      | Jamaica        | Simone Facey, Sashalee Forbes, Veronica Campbell-Brown, Shelly-Ann Fraser-Pryce | 41.79 | (C), (SB) |
| 2   | 7      | Marea Britanie | Asha Philip, Desiree Henry, Dina Asher-Smith, Daryll Neita                      | 41.93 | (C)       |
| 3   | 1      | Ucraina        | Olesya Povkh, Natalia Pohrebniak, Mariya Ryemyen, Yelyzaveta Bryzgina           | 42.49 | (C), (SB) |
| 4   | 4      | Canada         | Farah Jacques, Crystal Emmanuel, Phylicia George, Khamica Bingham               | 42.70 | (c), (SB) |
| 5   | 6      | China          | Yuan Qiqi, Wei Yongli, Ge Manqi, Liang Xiaojing                                 | 42.70 |           |
| 6   | 3      | Olanda         | Jamile Samuel, Dafne Schippers, Tessa van Schagen, Naomi Sedney                 | 42.88 |           |
| 7   | 8      | Polonia        | Ewa Swoboda, Marika Popowicz-Drapala, Klaudia Konopko, Anna Kielbasinska        | 43.33 |           |
| 8   | 2      | Ghana          | Flings Owusu-Agyapong, Gemma Acheampong, Beatrice Gyaman, Janet Amponsah        | 43.37 |           |

#### Seria a 2-a
| Loc | Culoar | Țară                       | Atlete                                                                     | Timp           | Note      |
| --- | ------ | -------------------------- | -------------------------------------------------------------------------- | -------------- | --------- |
| 1   | 7      | Germania                   | Tatjana Pinto, Lisa Mayer, Gina Luckenkemper, Rebekka Haase                | 42.18          | (C)       |
| 2   | 8      | Nigeria                    | Gloria Asumnu, Blessing Okagbare, Jennifer Madu, Agnes Osazuwa             | 42.55          | (C), (SB) |
| 3   | 1      | Trinidad și Tobago         | Semoy Hackett, Michelle-Lee Ahye, Kelly-Ann Baptiste, Khalifa St. Fort     | 42.62          | (C), (SB) |
| 4   | 4      | Franța                     | Floriane Gnafoua, Céline Distel-Bonnet, Jennifer Galais, Stella Akakpo     | 43.07          |           |
| 5   | 5      | Elveția                    | Ajla Del Ponte, Sarah Atcho, Ellen Sprunger, Salomé Kora                   | 43.12          |           |
| –   | 6      | Kazahstan                  | Rima Kashafutdinova, Viktoriya Zyabkina, Yuliya Rakhmanova, Olga Safronova | Format:AthAbbr | R 163.3a  |
| –   | 3      | Brazilia                   | Bruna Farias, Franciela Krasucki, Kauiza Venancio, Rosangela Santos        | Format:AthAbbr | R 163.2b  |
| –   | 2      | Statele Unite ale Americii | Tianna Bartoletta, Allyson Felix, English Gardner, Morolake Akinosun       | N/A            | [ a ]     |

#### Seria a 3-a
| Loc | Culoar | Țară                       | Atlete                                                               | Timp  | Note |
| --- | ------ | -------------------------- | -------------------------------------------------------------------- | ----- | ---- |
| 1   | 2      | Statele Unite ale Americii | Tianna Bartoletta, Allyson Felix, English Gardner, Morolake Akinosun | 41.77 | (c)  |

### Finala
| Loc | Culoar | Nume                       | Naționalitate                                                                          | Timp  | Note |
| --- | ------ | -------------------------- | -------------------------------------------------------------------------------------- | ----- | ---- |
| 1   | 1      | Statele Unite ale Americii | Tianna Bartoletta, Allyson Felix, English Gardner, Tori Bowie                          | 41.01 | (SB) |
| 2   | 6      | Jamaica                    | Christania Williams, Elaine Thompson, Veronica Campbell-Brown, Shelly-Ann Fraser-Pryce | 41.36 | (SB) |
| 3   | 5      | Marea Britanie             | Asha Philip, Desiree Henry, Dina Asher-Smith, Daryll Neita\|                           | 41.77 | (RN) |
| 4   | 4      | Germania                   | Tatjana Pinto, Lisa Mayer, Gina Luckenkemper, Rebekka Haase                            | 42.10 |      |
| 5   | 7      | Trinidad și Tobago         | Semoy Hackett, Michelle-Lee Ahye, Kelly-Ann Baptiste, Khalifa St. Fort                 | 42.12 | (SB) |
| 6   | 8      | Ucraina                    | Olesya Povkh, Natalia Pohrebniak, Mariya Ryemyen, Yelyzaveta Bryzgina                  | 42.36 | (SB) |
| 7   | 2      | Canada                     | Farah Jacques, Crystal Emmanuel, Phylicia George, Khamica Bingham                      | 43.15 |      |
| 8   | 3      | Nigeria                    | Gloria Asumnu, Blessing Okagbare, Jennifer Madu, Agnes Osazuwa                         | 43.21 |      |

## Legendă
RA Record african | AM Record american | AS Record asiatic | RE Record european | OCRecord oceanic | RO Record olimpic | RM Record mondial | RN Record național | SA Record sud-american | RC Record al competiției | DNF Nu a terminat | DNS Nu a luat startul | DS Descalificare | EL Cea mai bună performanță europeană a anului | PB Record personal | SB Cea mai bună performanță a sezonului | WL Cea mai bună performanță mondială a anului 